# 173P/Mueller
La comète Mueller 5, officiellement 173P/Mueller, est une comète périodique du système solaire, découverte le 20 novembre 1993 par Jean Mueller.